# Michal Kotlas
Michal Kotlas (* 23. června 1983 Havlíčkův Brod) je bývalý český florbalový obránce, reprezentant a trenér. Jako hráč je dvojnásobný mistr Česka z let 2016 a 2017 a vicemistr světa z roku 2004.

## Klubová kariéra
Kotlas v dětství hrál hokej. S florbalem začal v deváté třídě v klubu TJ Sokol Havlíčkův Brod. V mužském týmu poprvé nastoupil ve 3. lize a v sezóně 2000/2001 byl u postupu do 2. ligy, po kterém odešel do prvoligových Bulldogs Brno.
Za Brno hrál 10 let. Jejich největším úspěchem v tomto období (a v té době i největším dosavadním úspěchem týmu) byla účast v semifinále a zápase o 3. místo v sezóně 2004/2005. Kotlas v rozhodujícím zápase čtvrtfinálové série vstřelil gól. V posledních sezónách v Brně byl kapitánem týmu.
V roce 2011 se přestěhoval za prací do Prahy a přestoupil do klubu TJ JM Chodov. Hned v první sezóně získal s Chodovem první klubový bronz po 14 letech. Kotlas v rozhodujícím zápase čtvrtfinálové série asistoval na dva góly včetně vítězného. V roce 2013 získali Pohár a první chodovské stříbro. V ročníku 2014/2015 byl kapitánem týmu. V následujících dvou sezónách 2015/2016 a 2016/2017 se Chodov stal teprve třetím mistrem Česka v historii. Vítězstvími si zajistili účast na Poháru mistrů, kde v roce 2016 získali bronzovou medaili. Po ligovém bronzu v sezóně 2017/2018 ukončil Kotlas vrcholovou kariéru. S 361 odehranými zápasy v základní části během 17 let drží k roku 2022 čtvrtou příčku historické tabulky nejvyšší soutěže.
Po roční pauze se k florbalu společně s bývalým spoluhráčem Davidem Boušou vrátili jako trenéři superligového týmu TJ Sokol Královské Vinohrady, který hned v první sezóně 2019/2020 dovedli poprvé v historii do čtvrtfinále play-off. Vinohrady trénovali ještě další dva roky, ve kterých tým vybojoval udržení v lize.

## Reprezentační kariéra
Kotlas reprezentoval Česko na prvním mistrovství světa juniorů v roce 2001, kde byl zařazen do All Star týmu.
Za seniorskou reprezentaci hrál poprvé na již na mistrovství v roce 2002. Na dalším mistrovství v roce 2004 získal první českou stříbrnou medaili. Naposledy hrál na šampionátu v roce 2006. V reprezentaci ale dál působil na menších akcích jako Euro Floorball Tour, kde hrál ještě v roce 2012.
| Umístění | Soutěž                                                      |
| -------- | ----------------------------------------------------------- |
| 5.       | Mistrovství světa ve florbale do 19 let 2001 (All Star tým) |
| 4.       | Mistrovství světa ve florbale 2002                          |
|          | Mistrovství světa ve florbale 2004                          |
| 4.       | Mistrovství světa ve florbale 2006                          |

## Ocenění
V roce 2001 byl zvolen Juniorem roku.

## Osobní život
Kotlas je profesí architekt.